# Saurauia seibertii
Saurauia seibertii là một loài thực vật thuộc họ Actinidiaceae. Nó là loài đặc hữu của Panama. Nó bị đe dọa do mất môi trường sống.